# شهرستان کیپ برتون
شهرستان کیپ برتون (به انگلیسی: Cape Breton Regional Municipality) یک منطقهٔ مسکونی در کانادا است که در شهرستان کیپ برتون، نوا اسکوشیا واقع شده‌است. که اغلب به آن CBRM گفته می‌شود، شهرستان کیپ برتون ۹۴٬۲۸۵ نفر جمعیت دارد و ۲۳۵ متر بالاتر از سطح دریا واقع شده‌است.
شهرداری منطقه ای کیپ برتون دومین شهرداری بزرگ استان نوا اسکوشیا در کانادا و قلب اقتصادی جزیره کیپ برتون است. این شهرداری در سال ۲۰۱۶ تعداد ۹۴٬۲۸۵ نفر جمعیت داشته‌است. این شهرداری در سال ۱۹۹۵ از طریق ادغام هشت شهرداری واقع در شهرستان کیپ برتون ایجاد شد.